# Ghiacciaio Amundsen
Il ghiacciaio Amundsen (in inglese Amundsen Glacier) (85°35′S 159°00′W) è uno dei più grandi ghiacciai dell'Antartide. Largo tra i 6 e i 10 km e lungo circa 128, il ghiacciaio ha origine nel plateau antartico, dove ricopre l'area a sud e a ovest del pianoro di Nilsen, e discende attraverso le Montagne della Regina Maud per entrare poi nella barriera di Ross, poco a ovest dei nunatak MacDonald, sulla costa di Amundsen, nella Dipendenza di Ross.

Nel suo percorso, il ghiacciaio Amundsen, riceve il flusso di diversi tributari, tra cui il ghiacciaio Blackwall che, prima di unirsi all'Amundsen, fluisce verso nord-ovest lungo il versante nordorientale dello sperone Hansen.

## Storia
Il ghiacciaio Amundsen fu scoperto dal contrammiraglio Richard Evelyn Byrd durante una sorvolo del Polo Sud nel novembre 1929. Il nome del ghiacciaio fu proposto da Laurence Gould, capo della sezione geologica della spedizione di esplorazione antartica Byrd che, nel dicembre 1929, aveva attraversato per prima la bocca del ghiacciaio con la slitta, in onore dell'esploratore norvegese Roald Amundsen.